# 普尔布尔 (阿拉哈巴德)
普尔布尔（英語：Phulpur）是印度北方邦安拉阿巴德的一个镇地区。

## 地理
普尔布尔的位置为 25°33′N 82°06′E，海拔约87米。